# DC Black Label
Black Label é uma linha editorial de quadrinhos da editora americana DC Comics, que consiste na publicação de minisséries originais e republicação de histórias em quadrinhos lançadas pela editora sob outros selos. O objetivo do novo selo é publicar histórias dos personagens tradicionais do Universo DC para um público mais adulto, sem ficar atrelado à cronologia oficial das revistas mainstream do Universo DC. O primeiro título da linha, Batman: Damned foi lançado em 19 de setembro de 2018. Batman: Damned  e Superman: Year One são publicações bimestrais, enquanto que The Other History of the DC Universe terá 7 edições e será publicado mensalmente a partir de dezembro de 2018. Enquanto isso, a primeira coletânea do selo foi Batman: White Knight de Sean Murphy, lançada em encadernado capa cartão em 3 de outubro de 2018.

## Sinopse
Batman – Damned, por Brian Azzarello e Lee Bermejo. O Cavaleiro das Trevas se alia ao mago da DC, John Constantine, numa história que testará sua sanidade e os limites da racionalidade, depois que o Coringa é encontrado morto em uma ponte deserta de Gotham City.
Superman – Year One, por Frank Miller e John Romita Jr. Esta minissérie em três partes é a primeira vez que Miller escreverá um projeto protagonizado pelo Superman, e explorará as origens e o início da carreira heroica do Homem de Aço. A história trará em detalhes novas relevações acerca da origem clássica do personagem em homenagem aos seus 80 anos de publicação, mostrará do exílio do de Kal-El de Krypton aos primeiros anos de Clark Kent no Kansas, até sua inevitável ascensão para tornar-se o super-herói mais poderoso e inspirador de todos os tempos.
Wonder Woman Historia – The Amazons, por Kelly Sue DeConnick e Phil Jimenez. A história perdida das Amazonas e da Rainha Hopólita. Apresentando monstros e mitos, esta saga em três edições mostrará desde a criação das Amazonas até a chegada de Steve Trevor em Themyscira, mudando o mundo para sempre.
The Other History of the DC Universe, por John Ridley (roteirista de 12 Anos de Escravidão, filme vencedor do Oscar de 2014). Série que analisará icônicos momentos da DC, mapeando os momentos sociopolíticos na perspectiva dos super-heróis que vêm de grupos tradicionalmente marginalizados, como John Stewart, Extraño, Vixen, Supergirl, Katana, Rene Montoya e outros. Em essência, a história se concentra nas vidas daqueles que estão por trás das máscaras e em seus esforços para superarem os problemas do mundo real.
Batman – Last Knight on Earth, por Scott Snyder e Greg Capullo. Batman acorda no deserto, sem saber em que ano está ou como a cabeça do Coringa continua viva dentro de um jarro. Este é o início  de uma jornada diferente de todas enfrentadas pelo Cavaleiro das Trevas em um futuro estranho, no qual os vilões triunfaram e a sociedade se desprendeu das amarras dos códigos de ética.
Wonder Woman – Diana’s Daughter, por Greg Rucka. Já se passaram 20 anos desde o mundo parou de olhar para o céu em busca de esperança, ajuda e inspiração. As pessoas mantêm seus olhares abaixados, e os responsáveis por isso querem manter as coisas assim. Na resistência, uma jovem mulher pretende reivindicar o que foi esquecido e, no caminho, descobriremos a verdade sobre ela, suas origens e seu destino.

## Edições
| Batman: Damned                       | 1 | 19 de setembro de 2018 | Brian Azzarello | Lee Bermejo     | [ 7 ] [ 8 ] |
| Batman: Damned                       | 2 | 5 de dezembro de 2018  | Brian Azzarello | Lee Bermejo     | [ 7 ] [ 8 ] |
| Batman: Damned                       | 3 | A ser anunciado        | Brian Azzarello | Lee Bermejo     | [ 7 ] [ 8 ] |
| Superman: Year One                   | 1 | A ser anunciado        | Frank Miller    | John Romita Jr. | [ 1 ]       |
| Superman: Year One                   | 2 | A ser anunciado        | Frank Miller    | John Romita Jr. | [ 1 ]       |
| Superman: Year One                   | 3 | A ser anunciado        | Frank Miller    | John Romita Jr. | [ 1 ]       |
| The Other History of the DC Universe | 1 | A ser anunciado        | John Ridley     |                 | [ 1 ]       |
| The Other History of the DC Universe | 2 | A ser anunciado        | John Ridley     |                 | [ 1 ]       |
| The Other History of the DC Universe | 3 | A ser anunciado        | John Ridley     |                 | [ 1 ]       |
| The Other History of the DC Universe | 4 | A ser anunciado        | John Ridley     |                 | [ 1 ]       |
| The Other History of the DC Universe | 5 | A ser anunciado        | John Ridley     |                 | [ 1 ]       |
| The Other History of the DC Universe | 6 | A ser anunciado        | John Ridley     |                 | [ 1 ]       |
| The Other History of the DC Universe | 7 | A ser anunciado        | John Ridley     |                 | [ 1 ]       |
| Batman: Last Knight on Earth         | 1 | A ser anunciado        | Scott Snyder    | Greg Capullo    | [ 9 ]       |
| Batman: Last Knight on Earth         | 2 | A ser anunciado        | Scott Snyder    | Greg Capullo    | [ 9 ]       |
| Batman: Last Knight on Earth         | 3 | A ser anunciado        | Scott Snyder    | Greg Capullo    | [ 9 ]       |
| Batman: Three Jokers                 | 1 | A ser anunciado        | Geoff Johns     | Jason Fabok     | [ 10 ]      |
| Batman: Three Jokers                 | 2 | A ser anunciado        | Geoff Johns     | Jason Fabok     | [ 10 ]      |
| Batman: Three Jokers                 | 3 | A ser anunciado        | Geoff Johns     | Jason Fabok     | [ 10 ]      |

## Coletâneas
A DC Comics decidiu relançar alguns de seus títulos passados como parte do novo selo Black Label, entre eles, Batman: Year One de Frank Miller  e All Star Superman de Grant Morrison. Batman: White Knight de Sean Murphy que foi originalmente lançada como uma HQ mensal do Universo DC, tornou-se a primeira coletânea do selo Black Label ao ser lançado em 9 de outubro de 2018.
| Coletâneas           | Coletâneas                                                         | Coletâneas     | Coletâneas    | Coletâneas | Coletâneas              | Coletâneas          | Coletâneas |
| Título               | Histórias originais                                                | Roteirista(s)  | Artista(s)    | Páginas    | Data de publicação      | ISBN                | Ref.       |
| -------------------- | ------------------------------------------------------------------ | -------------- | ------------- | ---------- | ----------------------- | ------------------- | ---------- |
| Batman: White Knight | Batman: White Knight #1–8                                          | Sean Murphy    | Sean Murphy   | 232        | 9 de outubro de 2018    | ISBN 978-1401279592 | [ 11 ]     |
| All-Star Superman    | Reunindo as: - Edições #1–12                                       | Grant Morrison | Frank Quitely | 304        | 4 de dezembro de 2018   | ISBN 978-1401290832 | [ 12 ]     |
| DC: The New Frontier | Reunindo as: - Edições #1–6 - Justice League: New Frontier Special | Darwyn Cooke   | Darwyn Cooke  | 520        | 19 de fevereiro de 2019 | ISBN 978-1401290924 | [ 1 ]      |
| Kingdom Come         | Reunindo as: - Edições #1–4                                        | Mark Waid      | Alex Ross     | 232        | 23 de abril de 2019     | ISBN 978-1401290962 | [ 1 ]      |
| Frank Miller's Ronin | Reunindo as: - Edições #1–6                                        | Frank Miller   | Frank Miller  | 302        | 7 de maio de 2019       | ISBN 978-1401290979 | [ 13 ]     |